# José Manuel Estepa Llaurens

José Manuel kardinál Estepa Llaurens (1. ledna 1926 Andújar – 21. července 2019, Madrid) byl španělský římskokatolický kněz, kardinál.
Kněžské svěcení přijal 27. června 1954. V září 1972 byl jmenován pomocným biskupem arcidiecéze Madrid, biskupské svěcení mu udělil 15. října téhož roku kardinál Vicente Enrique y Tarancón. V letech 1983 až 2003 zastával funkci vojenského arcibiskupa španělské armády. V listopadu 2010, když byl již na odpočinku, ho papež Benedikt XVI. jmenoval při konzistoři kardinálem.